# Aorta
Aorta je najveća arterija ljudskoga tijela koja izlazi iz lijeve klijetke srca te dovodi krv bogatu kisikom u sve dijelove tijela.

## Podjela
Aorta se uobičajeno dijeli u pet dijelova:
- uzlazna (ascendentna) aorta - dio aorte od srca do luka aorte
- luk aorte - vršni dio aorte koji izgleda poput slova U
- silazna (descendentna) aorta - dio od luka aorte do dijeljenja aorte na dvije ilijačne arterije; sastoji se od dva dijela: torakalna aorta (dio silazne aorte iznad ošita) i abdominalna aorta (dio silazne aorte ispod ošita).

## Patologija i bolesti aorte
Neki od najčešćih bolesti i poremećaja aorte:
- aneurizma aorte
- koarktacija aorte
- ateroskleroza
- Marfanov sindrom